# Ankaraspor
Osmanlıspor (før Ankaraspor) er en tyrkisk fodboldklub, der spiller i Süper Lig og er baseret i landets hovedstad Ankara.

## Aktuel trup
| Nr. | Land                | Position | Spiller                              |
| --- | ------------------- | -------- | ------------------------------------ |
| 1   | Tyrkiet             | MM       | Hakan Arıkan                         |
| 2   | Bosnien-Hercegovina | FO       | Avdija Vršajević                     |
| 4   | Polen               | FO       | Łukasz Szukała                       |
| 5   | Tyrkiet             | FO       | Aykut Demir (udlånt fra Trabzonspor) |
| 6   | Tyrkiet             | MI       | Mehmet Güven                         |
| 7   | Tyrkiet             | MI       | Engin Bekdemir                       |
| 8   | Nigeria             | MI       | Raheem Lawal                         |
| 9   | Cameroun            | AN       | Pierre Webó                          |
| 10  | Senegal             | MI       | Badou Ndiaye                         |
| 11  | Tyskland            | AN       | Erdal Kılıçaslan (Kaptajn)           |
| 14  | Mali                | AN       | Cheick Diabaté                       |
| 15  | Portugal            | FO       | Tiago Pinto                          |
| 21  | Tjekkiet            | FO       | Václav Procházka                     |

| Nr. | Land              | Position | Spiller                                 |
| --- | ----------------- | -------- | --------------------------------------- |
| 24  | Rumænien          | AN       | Raul Rusescu                            |
| 27  | Nigeria           | AN       | Aminu Umar                              |
| 28  | Republikken Congo | AN       | Dzon Delarge (udlånt fra Admira Wacker) |
| 33  | Tyrkiet           | FO       | Muhammed Bayir                          |
| 35  | Tyrkiet           | MI       | Musa Çağıran                            |
| 40  | Tyrkiet           | MI       | Tugay Kaçar                             |
| 52  | Elfenbenskysten   | FO       | Bakary Soro                             |
| 61  | Tyrkiet           | FO       | Numan Çürüksu                           |
| 77  | Tyrkiet           | MI       | Okan Baydemir                           |
| 99  | Litauen           | MM       | Žydrūnas Karčemarskas                   |
|     | Tyskland          | FO       | Bilal Aziz                              |
|     | Tyrkiet           | MI       | Sinan Kurt                              |
|     | Tyrkiet           | FO       | Koray Altınay                           |